# Fresh (2022)
Fresh (bra: Fresh) é um filme estadunidense de 2022, dos gêneros suspense e comédia, dirigido por Mimi Cave em sua estreia na direção, a partir de um roteiro de Lauryn Kahn. É estrelado por Daisy Edgar-Jones e Sebastian Stan. O filme é uma co-produção entre Legendary Pictures e Hyperobject Industries; Adam McKay produziu o filme ao lado de Kevin J. Messick e Maeve Cullinane. A trama retrata a história de Noa, uma jovem que conhece Steve na mercearia, por uma batalha desafiadora para sobreviver aos apetites incomuns de seu novo namorado com os horrores do namoro moderno.
O filme estreou no Festival Sundance de Cinema em 20 de janeiro de 2022 e foi lançado em 4 de março de 2022 no Hulu pela Searchlight Pictures, e recebeu críticas geralmente positivas dos críticos.

## Elenco
- Daisy Edgar-Jones como Noa
- Sebastian Stan como Steve
- Jonica T. Gibbs como Mollie
- Charlotte Le Bon como Ann
- Dayo Okeniyi como Paul
- Andrea Bang como Penny
- Brett Dier como Chad

## Produção
Em julho de 2020, foi anunciado que Mimi Cave dirigiria o filme a partir de um roteiro de Lauryn Kahn, com Adam McKay definido para atuar como produtor sob sua bandeira da Hyperobject Industries, com a Legendary Pictures definida para produzir. Em setembro de 2020, Daisy Edgar-Jones se juntou ao elenco do filme. Sebastian Stan foi escalado em outubro de 2020, e Jonica T. Gibbs foi escalada em dezembro.
A fotografia principal ocorreu de 3 de fevereiro a 17 de março de 2021, na Colúmbia Britânica, Canadá.

### Trilha sonora
Alex Somers compôs a trilha original do filme.

## Lançamento
Fresh estreou no Festival Sundance de Cinema em 20 de janeiro de 2022. Em janeiro de 2022, antes da estreia de Fresh no Festival de Cinema de Sundance, a Searchlight Pictures adquiriu os direitos de distribuição mundial do filme e ele foi lançado no Hulu nos Estados Unidos em 4 de março de 2022, com uma estreia latino-americana no Star+ e um lançamento no Disney+ em todos outros territórios via Star na mesma data. O filme será lançado em 18 de março de 2022, no Reino Unido e na Irlanda, depois de ser adiado por algumas semanas.